# Скорею
Скорею (рум. Scoreiu) — село у повіті Сібіу в Румунії. Входить до складу комуни Порумбаку-де-Жос.
Село розташоване на відстані 191 км на північний захід від Бухареста, 30 км на схід від Сібіу, 133 км на південний схід від Клуж-Напоки, 84 км на захід від Брашова.

## Населення
За даними перепису населення 2002 року у селі проживали 687 осіб.
Національний склад населення села:
| Національність | Кількість осіб | Відсоток |
| -------------- | -------------- | -------- |
| румуни         | 656            | 95,5%    |
| цигани         | 29             | 4,2%     |

Рідною мовою назвали:
| Мова      | Кількість осіб | Відсоток |
| --------- | -------------- | -------- |
| румунська | 656            | 95,5%    |
| циганська | 29             | 4,2%     |